# Stazione di Sant'Ambrogio
La stazione di Sant'Ambrogio è una fermata ferroviaria posta sulla linea del Frejus, a servizio dell'omonimo comune.

## Storia
Il 26 novembre 1920 venne attivato l'esercizio a trazione elettrica a corrente alternata trifase; la stazione venne convertita alla corrente continua il 28 maggio 1961.
Negli anni novanta del Novecento la stazione fu convertita in fermata.

## Strutture e impianti
La fermata è dotata dei soli due binari passanti: l'1 per i treni in direzione Susa/Bardonecchia ed il 2 per quelli in direzione Torino Porta Nuova.

## Movimento
La fermata è servita da treni regionali in servizio sulla tratta linea 3 del Servizio ferroviario metropolitano di Torino, operati da Trenitalia nell'ambito del contratto di servizio stipulato con la Regione Piemonte, che collega Susa e Bardonecchia con Torino Porta Nuova.